# Johannes Volkelt

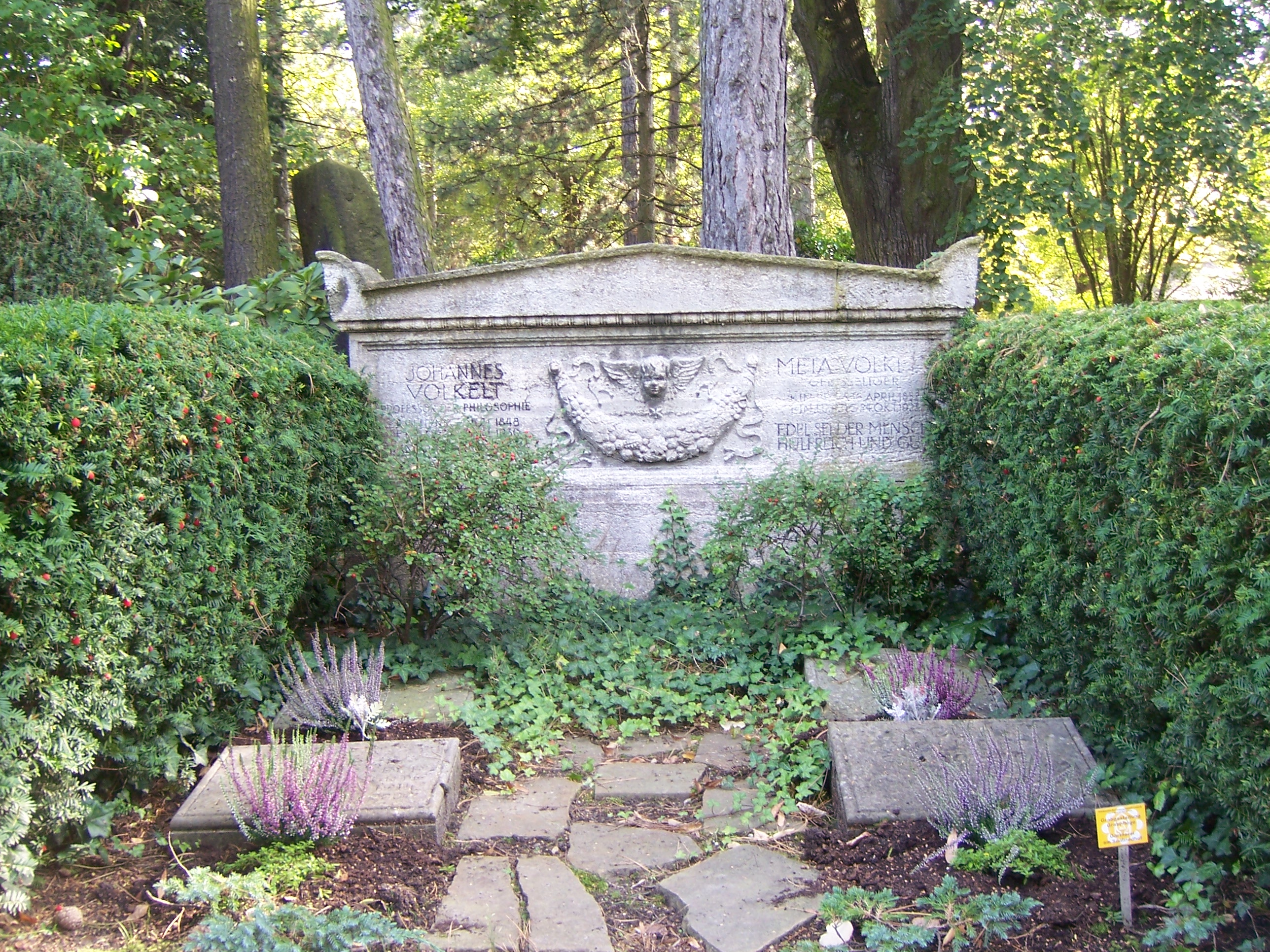
Grobowiec na Cmentarzu Południowym w Lipsku

Johannes Volkelt (ur. 21 lipca 1848 w Lipniku, zm. 8 maja 1930 w Lipsku) –  niemiecki filozof, przedstawiciel neokantyzmu.

## Życie
Studiował w Wiedniu, Jenie i Lipsku. Doktorat obronił w 1871 w Lipsku, na podstawie pracy Pantheismus und Individualismus im Systeme Spinoza’s. Ein Beitrag zum Verständnisse des Geistes des Spinozismus. W 1876 uzyskał habilitację w Jenie na podstawie pracy Der Symbol-Begriff in der neuesten Aesthetik. W 1879 został profesorem w Jenie, a jego zainteresowania przesunęły się od filozofii Hegla ku filozofii Kanta. W latach 1883–1889 pracował w Bazylei, a następnie w Würzburgu (1889–1894) i Lipsku (1894–1921).

## Filozofia
Johannes Volkelt był neokantystą, zajmującym się metafizyką krytyczną, czyli warunkami możliwości uprawiania metafizyki. Filozofia krytyczna bazuje na bezwzględnie pewnych przeżyciach bezpośrednich, które przenosi z subiektywnej świadomości do obiektywnej „transsubiektywności”.
Pozostawił po sobie również istotne prace z zakresu estetyki.

## Dzieła
- Pantheismus und Individualismus. 1871
- Das Unbewußte und der Pessimismus. 1872
- Die Traumphantasie. 1875
- Der Symbolbegriff in der neuesten Ästhetik. 1876.
- Immanuel Kants Erkenntnistheorie nach ihren Grundprinzipien analysiert. Leipzig 1879
- Über die Möglichkeit einer Metaphysik. 1884
- Erfahrung und Denken. Kritische Grundlegung der Erkenntnistheorie. Hamburg und Leipzig 1886
- Franz Grillparzer als Dichter des Tragischen. 1888
- Vorträge zur Einführung in die Philosophie der Gegenwart. 1892
- Psychologische Streitfragen. 1893.
- Ästhetische Zeitfragen. 1894
- Ästhetik des Tragischen. 1897, 1906
- Zur Psychologie der ästhetischen Beseelung, 1899
- Arthur Schopenhauer. Seine Persönlichkeit, seine Lehre, sein Glaube. 1900
- Die Kunst des Individualisierens in d. Dichtung Jean Pauls, Haym-Festschrift, 1902
- Die entwicklungsgeschichtl. Betrachtungsweise in d. Ästhetik, 1902
- System der Ästhetik, 3 Bände: I 1905, II 1910, III 1912
- Die Quellen der menschlichen Gewißheit. 1906
- Zwischen Dichtung und Philosophie, gesammelte Aufsätze. 1908
- Gewißheit und Wahrheit, München 1918
- Phänomenologie und Metaphysik der Zeit 1928